# نهائي بطولة أمم أوروبا 2016
نهائي بطولة أمم أوروبا 2016 هي المباراة النهائية لبطولة أمم أوروبا 2016 لُعبت يوم 10 يوليو 2016 في ملعب فرنسا في مدينة سان دوني الفرنسية.
البرتغال، ثاني مرة في النهائيات، ضد فرنسا الذي فاز بنهائيين في تاريخه. حيث فاز البرتغال بهدف وحيد جاء بعد الوقت الإضافي من توقيع اللاعب إيدر. بعد الفوز، استطاع البرتغال حجز مشاركته في كأس القارات 2017 التي ستلعب في روسيا في 2017.

## عن الفريقين

### البرتغال
| تاريخ منتخب البرتغال في نهائيات بطولة أمم أوروبا لكرة القدم | تاريخ منتخب البرتغال في نهائيات بطولة أمم أوروبا لكرة القدم | تاريخ منتخب البرتغال في نهائيات بطولة أمم أوروبا لكرة القدم | تاريخ منتخب البرتغال في نهائيات بطولة أمم أوروبا لكرة القدم | تاريخ منتخب البرتغال في نهائيات بطولة أمم أوروبا لكرة القدم | تاريخ منتخب البرتغال في نهائيات بطولة أمم أوروبا لكرة القدم |
| المركز                                                      | النسخة                                                      | الخصم                                                       | النتيجة                                                     | الموقع                                                      | الحضور                                                      |
| ----------------------------------------------------------- | ----------------------------------------------------------- | ----------------------------------------------------------- | ----------------------------------------------------------- | ----------------------------------------------------------- | ----------------------------------------------------------- |
|                                                             | 2004                                                        | اليونان                                                     | 0-1                                                         | ملعب دا لوز، لشبونة                                         | 62,865                                                      |

### فرنسا
| تاريخ منتخب فرنسا في نهائيات بطولة أمم أوروبا لكرة القدم | تاريخ منتخب فرنسا في نهائيات بطولة أمم أوروبا لكرة القدم | تاريخ منتخب فرنسا في نهائيات بطولة أمم أوروبا لكرة القدم | تاريخ منتخب فرنسا في نهائيات بطولة أمم أوروبا لكرة القدم | تاريخ منتخب فرنسا في نهائيات بطولة أمم أوروبا لكرة القدم | تاريخ منتخب فرنسا في نهائيات بطولة أمم أوروبا لكرة القدم |
| المركز                                                   | النسخة                                                   | الخصم                                                    | النتيجة                                                  | الموقع                                                   | الحضور                                                   |
| -------------------------------------------------------- | -------------------------------------------------------- | -------------------------------------------------------- | -------------------------------------------------------- | -------------------------------------------------------- | -------------------------------------------------------- |
|                                                          | 1984                                                     | إسبانيا                                                  | 2-0                                                      | بارك دي برينس، باريس                                     | 47,000                                                   |
|                                                          | 2000                                                     | إيطاليا                                                  | 2-1                                                      | ملعب دي كويب، روتردام                                    | 48,200                                                   |

1. ↑  انتهت المباراة بالتعادل 1.1 بعد 90 دقيقة. فرنسا فازت بالهدف الذهبي الذي سجلته في الدقيقة 13 من الشوط الإضافي الأول.[11]

## الطريق إلى النهائي
| م | الفريق   | لعب | ف | ت | خ | أ.له | أ.ع | أ.ف | نقاط | التأهل             |
| - | -------- | --- | - | - | - | ---- | --- | --- | ---- | ------------------ |
| 1 | المجر    | 3   | 1 | 2 | 0 | 6    | 4   | +2  | 5    | مرحلة خروج المغلوب |
| 2 | آيسلندا  | 3   | 1 | 2 | 0 | 4    | 3   | +1  | 5    | مرحلة خروج المغلوب |
| 3 | البرتغال | 3   | 0 | 3 | 0 | 4    | 4   | 0   | 3    | مرحلة خروج المغلوب |
| 4 | النمسا   | 3   | 0 | 1 | 2 | 1    | 4   | −3  | 1    |                    |

| م | الفريق    | لعب | ف | ت | خ | أ.له | أ.ع | أ.ف | نقاط | التأهل             |
| - | --------- | --- | - | - | - | ---- | --- | --- | ---- | ------------------ |
| 1 | فرنسا (H) | 3   | 2 | 1 | 0 | 4    | 1   | +3  | 7    | مرحلة خروج المغلوب |
| 2 | سويسرا    | 3   | 1 | 2 | 0 | 2    | 1   | +1  | 5    | مرحلة خروج المغلوب |
| 3 | ألبانيا   | 3   | 1 | 0 | 2 | 1    | 3   | −2  | 3    |                    |
| 4 | رومانيا   | 3   | 0 | 1 | 2 | 2    | 4   | −2  | 1    |                    |

## الملعب
ملعب فرنسا أو ستاد دو فرانس هو الملعب الوطني لفرنسا ويقع في ضواحي باريس وبالضبط في سان دوني. تبلغ سعته 81,338 مقعد وهو بذلك سادس أكبر ملعب أوروبي، ويستضيف اللقاءات الدولية لكلا المنتخبين الفرنسيين لكرة القدم وللرجبي.

## حفل الإختتام
الأغنية الرسمية للبطولة هي أغنية هذه القطعة من أجلك (بالانجليزية: This One's For You) من طرف دافيد غيتا وغناء زارا لارسون.

## الكرة
أديداس اللعب الجميل (بالفرنسية : Adidas Beau Jeu) هي الكرة الرسمية لبطولة أمم أوروبا 2016، وهي كرة شبيهة بكرة برازوكا من حيث التصميم. قدمها الويفا رسميا يوم 12 نوفمبر 2015 بواسطة اللاعب الفرنسي زين الدين زيدان.

## حكم المباراة
في 8 يوليو 2016، قرر الاتحاد الأوروبي لكرة القدم تعيين الحكم الدولي الإنجليزي مارك كلاتنبورغ حكما لنهائي بطولة أمم أوروبا لكرة القدم 2016. كلاتنبورغ البالغ من العمر 40 سنة، كان حكما لنهائي دوري أبطال أوروبا 2016، وهو ثاني حكم أوروبي يقود نهائيين كبيرين في سنة واحدة بعد البرتغالي بيدرو بروينسا سنة 2012.

## المباراة

### تفاصيل
| البرتغال  | 1–0 (ب.و.إ.) | فرنسا |
| --------- | ------------ | ----- |
| إيدر 109' | تقرير        |       |

| البرتغال | فرنسا |

| GK             | 1  | روي باتريسيو 120+3'   |  |     |
| RB             | 21 | سيدريك 34'            |  |     |
| CB             | 3  | بيبي                  |  |     |
| CB             | 4  | جوزيه فونتي 119'      |  |     |
| LB             | 5  | رافاييل غيريرو 95'    |  |     |
| DM             | 14 | ويليام كارفاليو 98'   |  |     |
| RW             | 16 | ريناتو سانشيز 79'     |  |     |
| AM             | 23 | أدريين سيلفا 66'      |  |     |
| LW             | 10 | جواو ماريو 62'        |  |     |
| CF             | 17 | ناني                  |  |     |
| CF             | 7  | كريستيانو رونالدو 25' |  |     |
| البدلاء:       |    |                       |  |     |
| FW             | 20 | ريكاردو كواريسما      |  | 25' |
| MF             | 8  | جواو موتينيو          |  | 66' |
| FW             | 9  | إيدر                  |  | 79' |
| المدرب:        |    |                       |  |     |
| فرناندو سانتوس |    |                       |  |     |

| GK            | 1  | هوغو لوريس         |  |      |
| RB            | 19 | باكاري سانيا       |  |      |
| CB            | 21 | لوران كوشيلني 107' |  |      |
| CB            | 22 | سامويل أومتيتي 80' |  |      |
| LB            | 3  | باتريس إيفرا       |  |      |
| RM            | 18 | موسى سيسوكو 110'   |  |      |
| CM            | 15 | بول بوغبا 115'     |  |      |
| CM            | 14 | بليز ماتويدي 97'   |  |      |
| LM            | 8  | ديميتري باييت 58'  |  |      |
| SS            | 7  | أنطوان غريزمان     |  |      |
| CF            | 9  | أوليفيه جيرو 78'   |  |      |
| البدلاء:      |    |                    |  |      |
| MF            | 20 | كينغسلي كومان      |  | 58'  |
| FW            | 10 | أندريه بيير جينياك |  | 78'  |
| FW            | 11 | أنتوني مارسيال     |  | 110' |
| المدرب:       |    |                    |  |      |
| ديدييه ديشامب |    |                    |  |      |

| حكام الراية: سيمون بيك (إنجلترا) جاك كولين (إنجلترا) الحكم الرابع: فيكتور كاساي (المجر) حكام خط المرمى: أنتوني تايلور (إنجلترا) أندري مارينير (إنجلترا) الحكم الخامس: جيورجي رينغ (المجر) |